# 新潟県道536号五頭公園大室線
新潟県道536号五頭公園大室線（にいがたけんどう536ごう ごずこうえんおおむろせん）は、新潟県阿賀野市内を通る一般県道である。

## 概要

### 路線データ
- 起点：新潟県阿賀野市村杉（国道290号交点）
- 終点：新潟県阿賀野市大室字大室山

## 地理

### 通過する自治体
- 新潟県阿賀野市

### 接続する道路
- 国道290号（起点：阿賀野市村杉、「村杉温泉郵便局」北方）
- 阿賀野市道（終点：阿賀野市大室字大室山、「五頭山三ノ峰登山口」付近）

### 周辺
- 村杉温泉郵便局
- 五頭温泉郷
  - 村杉温泉
  - 今板温泉
- 奥村杉キャンプ場
- どんぐりの森キャンプ場
  - 五頭山三ノ峰登山口
- 五頭山
- 五頭連峰
- 五頭連峰県立自然公園
- 五頭山麓うららの森